# Вермиллион (тауншип, Миннесота)
Вермиллион (англ. Vermillion) — тауншип в округе Дакота, Миннесота, США. На 2000 год его население составило 1243 человека.

## География
По данным Бюро переписи населения США площадь тауншипа составляет 88,4 км², из которых 88,4 км² занимает суша, водоёмов нет.

## Демография
По данным переписи населения 2000 года здесь находились 1243 человека, 395 домохозяйств и 325 семей.  Плотность населения —  14,1 чел./км².  На территории тауншипа расположено 403 постройки со средней плотностью 4,6 построек на один квадратный километр. Расовый состав населения: 97,51 % белых, 0,16 % афроамериканцев, 0,32 % коренных американцев, 0,16 % азиатов, 0,08 % c Тихоокеанских островов, 1,13 % — других рас США и 0,64 % приходится на две или более других рас. Испанцы или латиноамериканцы любой расы составляли 1,05 % от популяции тауншипа.
Из 395 домохозяйств в 45,6 % воспитывались дети до 18 лет, в 71,4 % проживали супружеские пары, в 5,1 % проживали незамужние женщины и в 17,7 % домохозяйств проживали несемейные люди. 12,7 % домохозяйств состояли из одного человека, при том 3,3 % из — одиноких пожилых людей старше 65 лет. Средний размер домохозяйства — 3,15, а семьи — 3,46 человека.
31,8 % населения — младше 18 лет, 9,6 % — в возрасте от 18 до 24 лет, 29,5 % — от 25 до 44, 22,8 % — от 45 до 64, и 6,3 % — старше 65 лет. Средний возраст — 36 лет. На каждые 100 женщин приходилось 111,0 мужчин.  На каждые 100 женщин старше 18 приходилось 114,7 мужчин.
Средний годовой доход домохозяйства составлял 64 118 долларов, а средний годовой доход семьи —  69 688 долларов. Средний доход мужчин — 46 184 доллара, в то время как у женщин — 29 750. Доход на душу населения составил 24 783 доллара. За чертой бедности находились 2,7 % семей и 3,1 % всего населения тауншипа, из которых 4,0 % младше 18 и 2,3 % старше 65 лет.